# Барон Фоли
Барон Фоли — наследственный титул в системе Пэрства Великобритании, созданный дважды для членов семьи Фоли.

## История
Впервые титул барона Фоли был создан 1 января 1712 года для Томаса Фоли (1673—1733), который ранее представлял в Палате общин Стаффорд (1694—1712) и Дройтвич (1698—1699). Он был внуком известного заводчика Томаса Фоли (1617—1677), племянником политиков Пола Фоли (1644—1699), спикера Палаты общин (1695—1698), и Филиппа Фоли (1648—1716). В 1766 году после смерти его старшего сына, Томаса Фоли, 2-го барона Фоли (1703—1766), баронский титул прервался.
Вторично баронский титул был воссоздан 20 мая 1776 года для Томаса Фоли (1716—1777), двоюродного брата и наследника Томаса Фоли, 2-го барона Фоли. Томас Фоли получил титул  барона Фоли из Киддерминстера в графстве Вустершир. Он был депутатом парламента от Дройтвича (1741—1747, 1754—1768) и Херефордшира (1768—1776). Его преемником стал его сын и тёзка, Томас Фоли, 2-й барон Фоли (1742—1793). Он также представлял в Палате общин Херефордшир (1767—1774) и Дройтвич (1774—1777), а также занимал должность генерального почтмейстера. Ему наследовал его сын, Томас Фоли, 3-й барон Фоли (1780—1833). Он занимал посты капитана достопочтенного корпуса джентльменов в администрации вигов лорда Грея (1830—1833) и лорда-лейтенанта Вустершира (1831—1833).
Его преемником стал его сын, Томас Генри Фоли, 4-й барон Фоли (1808—1869). Он также был политиком от партии вигов, заседал в Палате общин от Вустершира (1830—1832) и Западного Вустершира (1832—1833), занимал должность капитана достопочтенного корпуса джентльменов (1833—1834, 1835—1841, 1846—1852, 1852—1858, 1859—1866, 1868—1869). В 1918 году после смерти его второго сына, Фицалана Чарльза Джона Фоли, 6-го барона Фоли (1852—1918), эта ветвь семьи прервалась. Последнему наследовал его двоюродный брат, Джерард Генри Фоли, 7-й барон Фоли (1898—1927). Он был внуком генерала достопочтенного сэра Сент-Джорджа Джерарда Фоли, третьего сына 3-го барона Фоли. По состоянию на 2023 год носителем титула являлся внук 7-го барона, Томас Генри Фоли, 9-й барон Фоли (род. 1961). Он стал преемником своего отца, композитора и пианиста Адриана Джерарад Фоли, 8-го барона Фоли (1923—2012), который носил титул в течение 83 лет, в 2012 году.
Фамильная резиденция баронов Фоли — Уитли Корт в графстве Вустершир до 1837 года, когда он был продан Уильяму Уорду, 1-му графу Дадли (1817—1885).

## Бароны Фоли, первая креация (1712)
- 1712—1733: Томас Фоли, 1-й барон Фоли (8 ноября 1673 — 22 января 1733), старший сын политика Томас Фоли (ок. 1641—1701)[1];
- 1733—1766: Томас Фоли, 2-й барон Фоли (1703 — 8 января 1766), старший сын предыдущего[2].

## Бароны Фоли, вторая креация (1776)
- 1776—1777: Томас Фоли, 1-й барон Фоли (8 августа 1716 — 18 ноября 1777), второй сын политика Томаса Фоли (1695—1749) от первого брака, внук политика Томаса Фоли (1670—1737), правнук Пола Фоли (1644—1699)[3];
- 1777—1793: Томас Фоли, 2-й барон Фоли (24 июня 1742 — 2 июля 1793), старший сын предыдущего[4];
- 1793—1833: Томас Фоли, 3-й барон Фоли (22 декабря 1780 — 16 апреля 1833), единственный сын предыдущего[5];
- 1833—1869: Томас Генри Фоли, 4-й барон Фоли (11 декабря 1808 — 20 ноября 1869), старший сын предыдущего[6];
- 1869—1905: Генри Томас Фоли, 5-й барон Фоли (4 декабря 1850 — 17 декабря 1905), старший сын предыдущего[7];
- 1905—1918: Фицалан Чарльз Джон Фоли, 6-й барон Фоли (27 сентября 1852 — 14 февраля 1918), второй сын 4-го барона Фоли, младший брат предыдущего[8];
- 1918—1927: Джеральд Генри Фоли, 7-й барон Фоли (15 апреля 1898 — 3 апреля 1927), единственный сын Генри Сент-Джорджа Фоли (1866—1903), внук генерала достопочтенного сэра Сент-Джорджа Джерарда Фоли (1814—1897), правнук 3-го барона Фоли[9];
- 1927—2012: Адриан Джеральд Фоли, 8-й барон Фоли (9 августа 1923 — 12 февраля 2012), единственный сын предыдущего[10];
- 2012 — настоящее время: Томас Генри Фоли, 9-й барон Фоли (род. 1 апреля 1961), единственный сын предыдущего[11];
  - Наследник титула: Руперт Томас Фоли (род. 16 марта 1970), старший сын Эндрю Томаса Фоли (1937—2007) от первого брака, потомок достопочтенного Эдварда Фоли (1747—1808), второго сына 1-го барона Фоли[12].